# عمرلی (پوزانتی)
عمرلی (به ترکی استانبولی: Ömerli) یکی از روستاهای بخش پوزانتی استان آدانا در ترکیه است.